# Трёка
Трёка — деревня в муниципальном округе Первоуральск Свердловской области России.

## География
Деревня Трёка расположена на правом берегу реки Чусовой, в устье её правого притока — реки Трёки, в 36 километрах (по дорогам в 47 километрах) к северо-западу от города Первоуральска. В окрестностях деревни имеются скальные обнажения на реке Чусовой: камни Корчаги, Ёршик и Боярин, а в 5 километрах ниже по течению реки расположен геоморфологический природный памятник — камень Высокий.
С внешним миром деревня соединена подвесным пешеходным мостом.

## История
Своё название деревня получила от реки Трёки, на берегах которой деревня расположена.
Предположительно, название реки было образовано от старорусского слова «трёкнулся» — отрёкся от чего-либо.
Деревня была основана в середине XVII века, и через неё проходила Старая Шайтанская дорога. Ранее здесь располагалось башкирское укрепленное поселение. Затем была образована деревня, в которой стали селиться русские крестьяне после открытия Староуткинского завода.

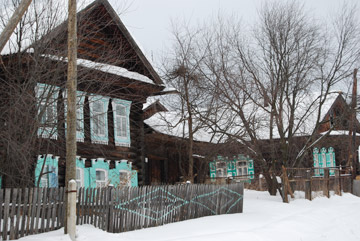
Деревня Трёка

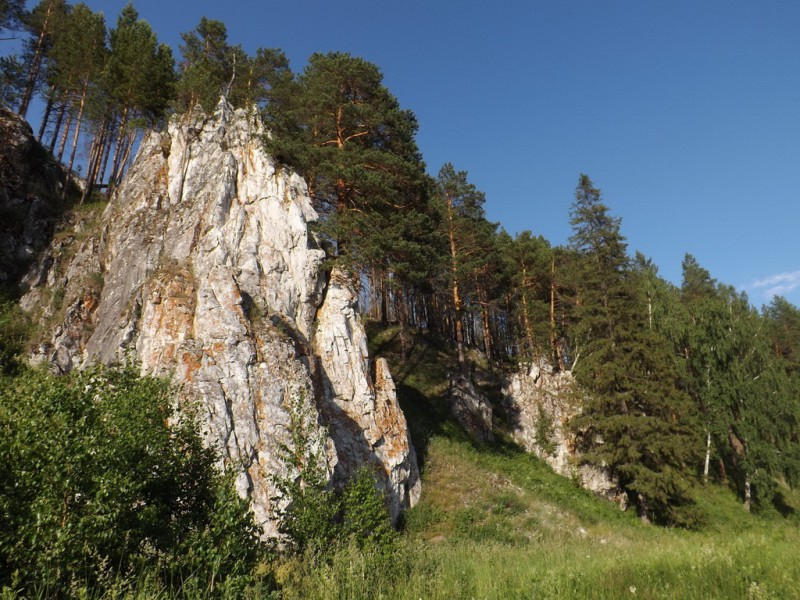
Высокий камень

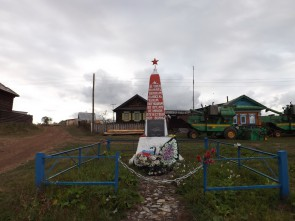
Памятник погибшим в Великой Отечественной войне

В 1774—1776 годах на реке Трёке построили пильную мельницу, на слиянии рек Трёки и Гибелки (Гиблой) была возведена плотина. Население трудилось на плотбище и бурлачило, занималось заготовкой дров.
В 1855 году деревня вошла в состав Нижне-сельского прихода. До 1877 года через эту деревню пролегал путь раскольников, которые шли к Веселым горам — месту захоронения святых старцев. Недалеко от деревни располагались два женских раскольнических скита, которые в 1820-е годы были разграблены.
В 1891 году деревня пострадала от пожара. Огонь уничтожил целую улицу в 44 двора. Но спустя годы деревня была построена заново.
В советское время основным занятием жителей была заготовка леса. В 1960-е годы в деревне работали леспромхоз, колхоз «Заветы Ильича» с фермой по разведению чернобурых лис. Предприятия прекратили своё существование в 1970-е годы.

### Трекинская пристань
У деревни Трёки была построена пристань, здесь часто приставали плоты, которые перевозили продукцию железоделательных заводов.

## Достопримечательности
- Памятник погибшим в Великой Отечественной войне

## Население
| 2002 | 2010 |
| ---- | ---- |
| 50   | ↘40  |